# × ×
× ×（マルチプル・マルチプル）は今月の少女のデビューミニアルバム「+ +」のリパッケージアルバム。BlockBerry Creativeからリリースされ、KakaoMから発売。アルバムのタイトルにある記号「×」は、アルファベットの「X」と表記されることが多く、またアルバムタイトルを括弧で囲む場合と囲まない場合があり、表記に揺らぎがある。

## 概要
× ×は「+ +」とは反対の地点で完成したアルバム。それを表現するため、本リパッケージ・アルバムでは+ +に収録されていた楽曲の順番が逆になっている。
‘For All LOOΠΔs Around the World’というスローガンをもとに、世界の全ての今月の少女たちにメッセージを拡張させた。
アルバムの形態は通常盤が2バージョン、限定盤が2バージョン存在し、限定盤にはリリースされる予定であった今月の少女のバラードアルバム『La Maison LOONA』の楽曲の一部分が隠しトラックとして収録されている。
この作品を制作した後、チョン・ビョンギは今月の少女のA&Rを辞任してしまったため、チョン・ビョンギによるプロデュース作品はこれが最後である。それに伴い、数多くの今月の少女の作品を制作してきた作曲家軍団「MonoTree」もこの作品以降担当することがなくなった。

## プロモーション
2018年10月14日、ティザー「X X」が公開された。デビューアルバム『+ +』の表題曲・Hi Highのイントロが逆再生されている様子が描かれている。
2019年1月1日、11日、21日、31日、ティザー「X1X」「XIIX」「XIIIX」「XIVX」が公開。「X1X」では動画の最後にティザー公開日である1、11、21、31が縦に並べられた様子が描かれ、「XIIX」ではアイスランドで撮影され、ハスルのソロ曲「Let Me In」のミュージック・ビデオに登場していた鳥の羽と飛行機が登場し、最後のシーンにはアイスランド語で「Fljúga eins og fiðrildi（蝶のように羽ばたけ）」という文字が表示された。「XⅢX」ではヒジンのデビュープロジェクト当時に撮影が行われたパリで撮影され、暗いトンネルの中を歩くオリビアヘの後ろ姿から始まる。その後、ノートルダム大聖堂を背景に蝶を連想させるダンスを踊っている人を皮切りに、オリビアヘと現地の人々が共に空を眺める場面が映された。「XⅣX」ではイヴとチュウが香港の夜にて蝶を連想させるダンスが公開された。
2月1日からハスルを皮切りに1日1人ずつ個別予告ティザーを公開。7日は別にトラックリストが公開され、11日の午後8:00からは、アルバムの予約販売が開始された。事前予約販売は19日のカムバック時間である午後6:00前に完売し、追加制作を行った。
2月14日、Butterflyのミュージック・ビデオティザーを公開。翌日にはアルバムプレビューが公開され、その翌日には「For all LOOΠΔs around the world」が公開された。
2月16日、17日に行われた二回目の単独コンサート「LOONAVERSE」にて表題曲の「Butterfly」を含むアルバムの収録曲を全曲公開。
2月19日、アルバムを正式にリリースし、Butterflyのミュージック・ビデオが公開。

## 収録曲
1. X X
作曲編曲：Slyberry(BADD), キム・ジンヒョン(BADD), ビリージン(BADD)
2. Butterfly
作詞：G-HIGH (MonoTree), Jaden Jeong
作曲編曲：G-HIGH (MonoTree)
3. 위성 (Satellite)
作詞：ZNEE(153/Joombas)
作曲：David Amber, Ashley Alisha(153/Joombas)
編曲：David Amber
4. Curiosity
作詞：パク・ジヨン (MonoTree)
作曲：G-HIGH (MonoTree), Ashley Alisha(153/Joombas)
編曲：G-HIGH (MonoTree)
5. 색깔 (Colors)
作詞：タルリ, Jaden Jeong
作曲：ビリージン (BADD), Hiekee, キム・ジンヒョン (BADD)
編曲：ビリージン (BADD)
6. Where you at
作詞：チョン・ジウォン (MonoTree)
作曲：Daniel Kim, MeKay, Ylva Dimberg
編曲：Daniel Kim
7. Stylish
作詞：イギ(OREO), Lambo(OREO)
作曲、編曲：Macdermid, Emma O'Gorman, Marc Lian, David Brant, イギ(OREO)
8. Perfect Love
作詞：Le‘mon
作曲：ユン・ジョンソン(MonoTree), Le’mon
編曲：ユン・ジョンソン(MonoTree)
9. 열기 (熱気)
作詞：ソ・ジョンア
作曲、編曲：Brooke Toia, Daniel Caesar, Ludwig Lindell, Adelen Steen
10. favOriTe
作詞：キム・スジョン, Jaden Jeong
作曲：ビリージン(BADD), Sophia Pae, SlyBerry(BADD), キム・ジンヒョン(BADD)
編曲：ビリージン(BADD), SlyBerry(BADD), キム・ジンヒョン(BADD)
11. Hi High
作詞：Jaden Jeong, GDLO(MonoTree), ファン・ヒョン(MonoTree)
作曲：ファン・ヒョン(MonoTree), GDLO(MonoTree), Mayu Wakisaka
編曲：ファン・ヒョン(MonoTree), GDLO(MonoTree)
12. + +
作曲：ファン・ヒョン(MonoTree), NOPARI, GDLO(MonoTree), Artronic Waves, ビリージン, SlyBerry(BADD)
編曲：ファン・ヒョン(MonoTree)

## 楽曲の解説
1. X X
イントロ。[+ +]とは正反対の視点でアルバムが完成されている事を暗示している[2]。
2. Butterfly
3. Satellite
物静かに楽曲が始まり、曲が進むにつれてサウンドがレイヤーを高め、興奮を倍増させていく[2]。元々はタイトル曲として受け取った楽曲である[14]。
4. Curiosity
ドリームポップジャンルの楽曲で神秘を解きほぐす様に、音楽に耳を傾けていくうちにいつの間にか心を奪われる様な楽曲になっている[2]。
5. Colors
今月の少女の世界観を音楽に込めた。色を求め、染めていき、愛になるという内容をドラップビートを通じて表現している[2]。実際、歌詞には今月の少女 ODD EYE CIRCLEの象徴色であるキムリップの赤、ジンソルの青、チェリの紫が登場している。
6. Where you at
今月の少女 yyxyのOne Wayと共に今月の少女のリリース予定であったバラードアルバムに収録予定であった楽曲。強烈なメロディーを持ったポップバラードである[2]。

## 表題曲
どんな女性グループでも代替不可能な今月の少女だけのコンセプトを音楽に込めた。柔らかさとダイナミックを絶妙にミックスさせ、K-POPで一度も聞いたことのない新しいビートやドラップ、エレクトロニクスサウンドとメロディーを通じて、今月の少女を一段階レベルアップさせた楽曲である。
ホイッスルボイスを使用した楽曲で、最高音は4オクターブのソ。ホイッスルボイスの部分は実際にこの音を録音時に出しているのではなく、フォルマントという技術を用いて音を高くしている。また、このホイッスルボイスを除外しても最高音は3オクターブのファ〜ソと、キーが高い方である。
曲のドロップ部分のメインであるボイスチョップはヒジンの録音した声で作られている。
この楽曲を制作した作曲家集団「MonoTree」所属のG-HIGHは過去の今月の少女の作品は勿論のこと、Red VelvetやEXOなどのK-POPアーティストの作曲にも携わっている。

### パフォーマンス
Butterflyは2月16日〜17日の2日間にわたって開催されたグループ史上2回目となる単独コンサート「LOONAVERSE」にて初公開された。この時、[× ×]に新しく収録される表題曲以外の5曲もこのコンサートにて初披露された。
グループ史上初の海外公演の一つであるKCON LA 2019では本楽曲を披露し、大きな話題を呼んだ。その話題は音楽チャートにも反映され、アメリカのiTunesアルバムチャートでは『× ×』が1位を獲得した。
2022年に放送されたMnetが主催するカムバックサバイバル番組「Queendom 2」の3次競演 2ラウンドでは、楽曲や振付、舞台構成などがアレンジされたバージョンを披露。ハスルのナレーションから始まり、原曲の魅力を生かして新たに作られたButterflyで多数のダンサーと共に風変わりな雰囲気のステージを創り出した。演出の中には蜘蛛の巣に引っ掛かった蝶を連想させる様なパフォーマンスも特徴的である。

## ミュージック・ビデオ
今回のミュージック・ビデオには全世界にいる少女たちがハードルを乗り越え、自身を探していく姿を収めている。「For All LOOΠΔs Around the World（世界のすべての今月の少女のために）」というメッセージとともに、今月の少女の音楽を通じて勇気を持ち、自我を探し求め、自ら立ち上がる声が盛り込まれている。
自身を阻むものを乗り越えて自身を探す少女たちの姿と、蝶のように美しいパフォーマンスを披露する今月の少女のメンバーたちが合わさり「君を探した君も今月の少女」というメッセージを伝えている。
今回のミュージック・ビデオでは事前に公開されたティザー「For All LOOΠΔs Around the World」と繋がりがあり、アメリカのビルボードはこのミュージック・ビデオに対し、「今月の少女の叙事が込められた芸術的インスピレーションを与えるミュージック・ビデオだ」とコメントをした。
ミュージック・ビデオは世間から大きな注目を集め、YouTubeでの再生回数は5日で1000万回を突破し、8ヶ月後には3000万回を突破した。
ミュージック・ビデオの監督はDigipediが担当し、アイスランド、パリ、香港、ロサンゼルスで撮影され、ダンスシーンの撮影スタジオ所在地である韓国・ソウルを合わせると計5ヶ所で撮影された。

## 評価
- ビルボードの音楽評論家が選ぶ2019年最高のK-POPアルバム25選に本アルバムが5位にランクイン[26]。
- 音楽サービスMelonが選出するK-POPの名曲100選にタイトル曲であるButterflyが69位にランクイン[27]。また、Melonマガジンでは2019年最高のK-POPトラック7選に選出[28]。
- 音楽サービスBugs! Musicの2019年3月 今月のポップアルバムに選出[29]。
- 大衆音楽ウェブマガジンサイト「Tonplein」主催の2019年総決算で、本アルバムが2019年最高のK-POPアルバムに選定[30]。Tonplainは「今月の少女が掲げる独創的な構想が、音楽とコンセプトに調和されて作られる最高の成果物が『× ×』で表現されている」と評価した[31]。

## 音盤及び音源成績

### iTunes
ポップトップアルバムチャートでアメリカ、オーストリア、スペイン、フランスなど計26ヶ国で1位を記録。また、ワールドワイドアルバムチャートでも1位を記録。8ヶ月後の10月にはアルバムチャートで順位が急上昇し、1位を記録した。全体のアルバムチャートで1位になるのはTWICE、Red Velvetに続くK-POPガールズグループでは3度目の快挙である。

### BillBoard
ビルボードワールドアルバムチャートで4位を記録し、ヒートシーカーズアルバムで8位にランクイン。K-POPグループがこの様なランキングに二度もTOP10入りするのは特異なケースである。

### その他
- デビューアルバムと本アルバムを合わせた売上枚数が2019年4月で10万枚を突破[36]。
- Gaonアルバムチャートには10位で初チャートインし、その次の週ではピークである3位を記録[37]。